# Ray Milland

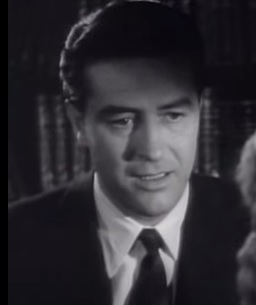
Ray Milland i en trailer till I skuggan av ett tecken (1944).

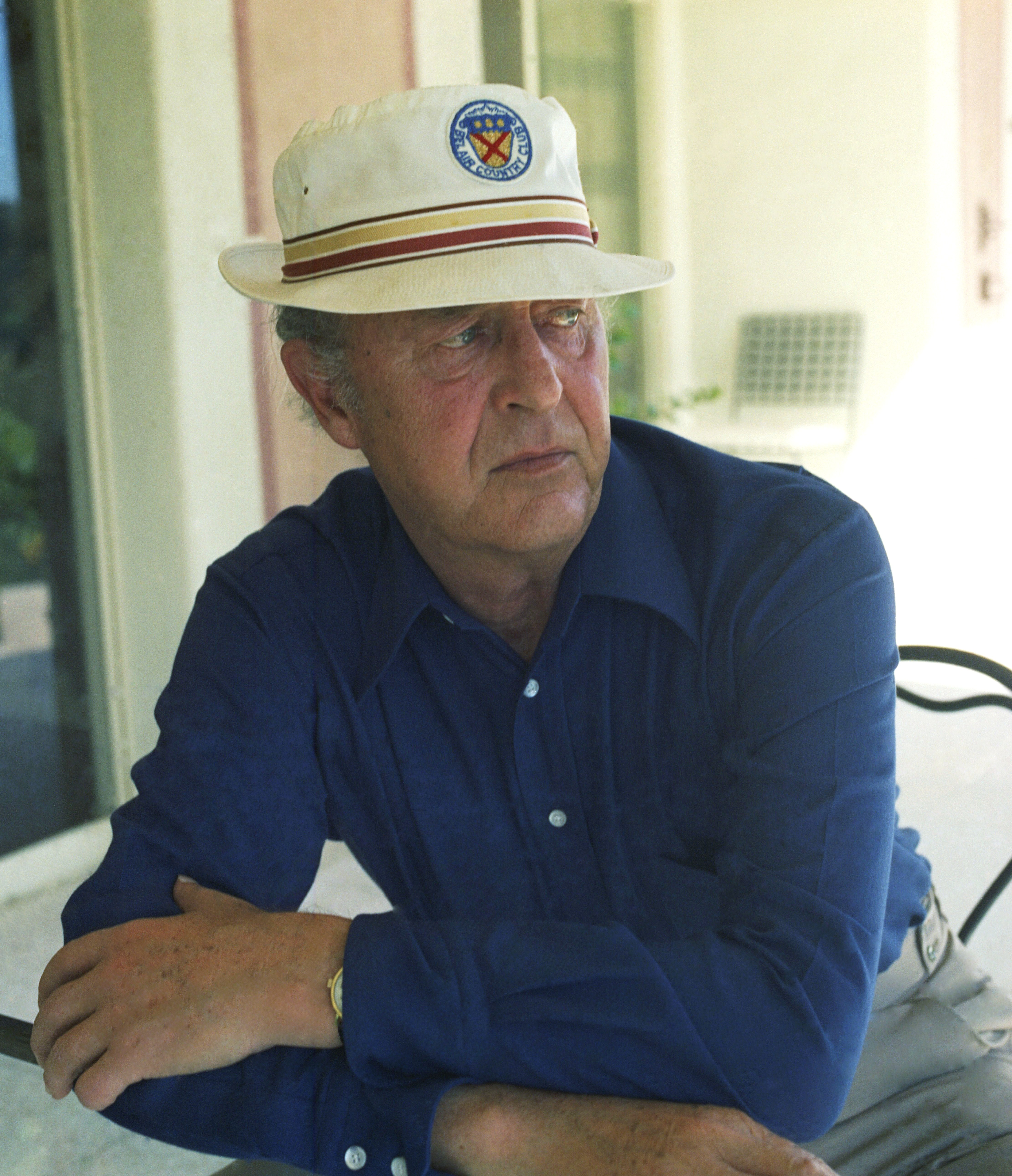
Ray Milland 1973.

Ray Milland, ursprungligen Alfred Reginald Jones, född 3 januari 1907 i Neath i Wales, död 10 mars 1986 i Torrance i Kalifornien, var en brittisk-amerikansk skådespelare och regissör.

## Biografi
Ray Milland tjänstgjorde som kunglig vakt i tre års tid, och gjorde debut i brittisk film 1929. Han begav sig sedan till Hollywood 1930. De följande åren hade han mestadels biroller, ofta som god vän till filmens hjälte, men från mitten av 1930-talet erhöll han så huvudroller, mestadels som charmiga, sorglösa män i thrillers och komedier.
Han fick sitt stora genombrott 1945 i rollen som alkoholiserad författare i Förspillda dagar, för vilken han belönades med en Oscar för bästa manliga huvudroll.
Milland medverkade i ca 150 filmer och TV-produktioner och regisserade nio. Han har förärats med två stjärnor på Hollywood Walk of Fame. En för film och en för TV.

## Filmografi i urval
- 1934 – Charlie Chan i London
- 1935 – Den gyllene liljan
- 1936 – Flickorna gör slag i saken
- 1937 – Pappa har en väninna
- 1939 – De tappras legion
- 1940 – Man tror vi är gifta...
- 1941 – Med tio cents på fickan
- 1942 – En dam smider planer
- 1942 – Skörda i den vilda stormen
- 1942 – Kadettflamman
- 1943 – Den rödhåriga går på jakt
- 1943 – Till nu och för evigt
- 1944 – De objudna
- 1944 – I skuggan av ett tecken
- 1945 – Kitty
- 1945 – Förspillda dagar
- 1948 – Den stora klockan
- 1949 – Det händer varje år
- 1949 – Det kom en främling
- 1951 – Aj, som katten
- 1954 – Slå nollan till polisen
- 1959–1960 – Markham (TV-serie) (59 avsnitt)
- 1962 – Jagad av skräck
- 1962 – Panik år noll
- 1963 – Dr X - Operation skräck
- 1970 – Love Story
- 1972 – Grodorna
- 1972 – The Thing with Two Heads
- 1974 – Gold
- 1975 – Den äventyrliga flykten
- 1975 – Ellery Queen (TV-serie) (pilotavsnittet, "Too Many Suspects")
- 1976 – De fattiga och de rika (TV-serie) (fem avsnitt)
- 1976 – Helvetet i skyn
- 1976 – Den siste magnaten
- 1978 – Battlestar Galactica